# 山東半島

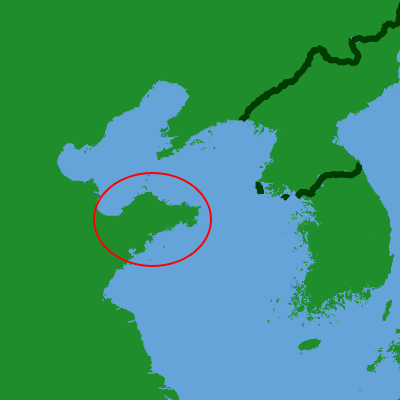
山東半島の位置

山東半島（さんとうはんとう/シャントンはんとう、簡体字中国語: 山东半岛、拼音: Shāndōng Bàndǎo）は、北は渤海湾を隔てて遼東半島に向かい合う中国最大の半島であり、遼東半島・雷州半島と並ぶ中国三大半島の一つである。山東半島のうち、膠萊谷地または膠濰平野以東の先端部は膠東半島とも呼ばれる。主要都市は青島、煙台、威海などで、工業が盛んである。ヴェルサイユ条約で、日本が一時期支配していた。

## 山東半島の都市
山東半島には26の都市があり、そのうち地級市は威海、煙台、青島、濰坊、日照の5つ。
県級市は膠州、平度、萊西、竜口、萊陽、萊州、招遠、棲霞、海陽、栄成、乳山、青州、諸城、寿光、安丘、高密、昌邑の17である。